# 道の駅清流の里ひじかわ
道の駅清流の里ひじかわ（みちのえき せいりゅうのさとひじかわ）は、愛媛県大洲市肱川町宇和川にある国道197号の道の駅である。

## 施設
- 駐車場
  - 普通車：100台[2]
  - 大型車：3台[2]
  - 身障者用：2台[2]
- トイレ
  - 男性：大 4器（2器）、小 8器（5器）
  - 女性：8器（5器）
  - 身障者用：2器（1器）

※（）内は、24時間利用可能
- 物産販売所（8:00 - 18:00）[2]
- 野菜販売所（農産物直売所、8:00 - 18:00）[2]
- 鹿野川主婦の店（スーパーマーケット、8:00 - 19:00）[2]
- Yショップいまおか（コンビニエンスストア、7:00 - 20:00）
- 呑み食べ処 味人（レストラン・居酒屋、9:00 - 21:00）[2]
- アトリエLapis。2（9:30 - 18:00）
- コインランドリー（5:30 - 23:00）
- 愛媛たいき農業協同組合（JA愛媛たいき）肱川支所（8:30 - 16:00、一部は17時まで）

### 管理団体
- 設置者：大洲市
- 指定管理者：株式会社清流の里ひじかわ[1]

## 休館日
- 1月1日（以下の店舗などを除く）[2]
  - 鹿野川主婦の店・コインランドリー：年中無休
  - Yショップいまおか：第2・第4火曜日
  - 呑み食べ処 味人：毎週水曜日・新聞休刊日[2]
  - アトリエLapis。2：毎週月曜日・第3日曜日
  - JA愛媛たいき肱川支所：土曜日・日曜日・祝日（年末年始を含む）

## アクセス
- 国道197号 - 登録路線

自動車
- E56 松山自動車道 内子五十崎ICより約60分。

公共交通機関（路線バス）
- 四国旅客鉄道（JR四国）予讃線 伊予大洲駅より宇和島バスで「道の駅前」下車。

## 周辺
- 肱川[3]
- 小薮温泉 - 当駅から約2.5kmの位置にある[2]。
- 鹿野川ダム[3]
- 肱川風の博物館・歌麿館